# Tellus Towers

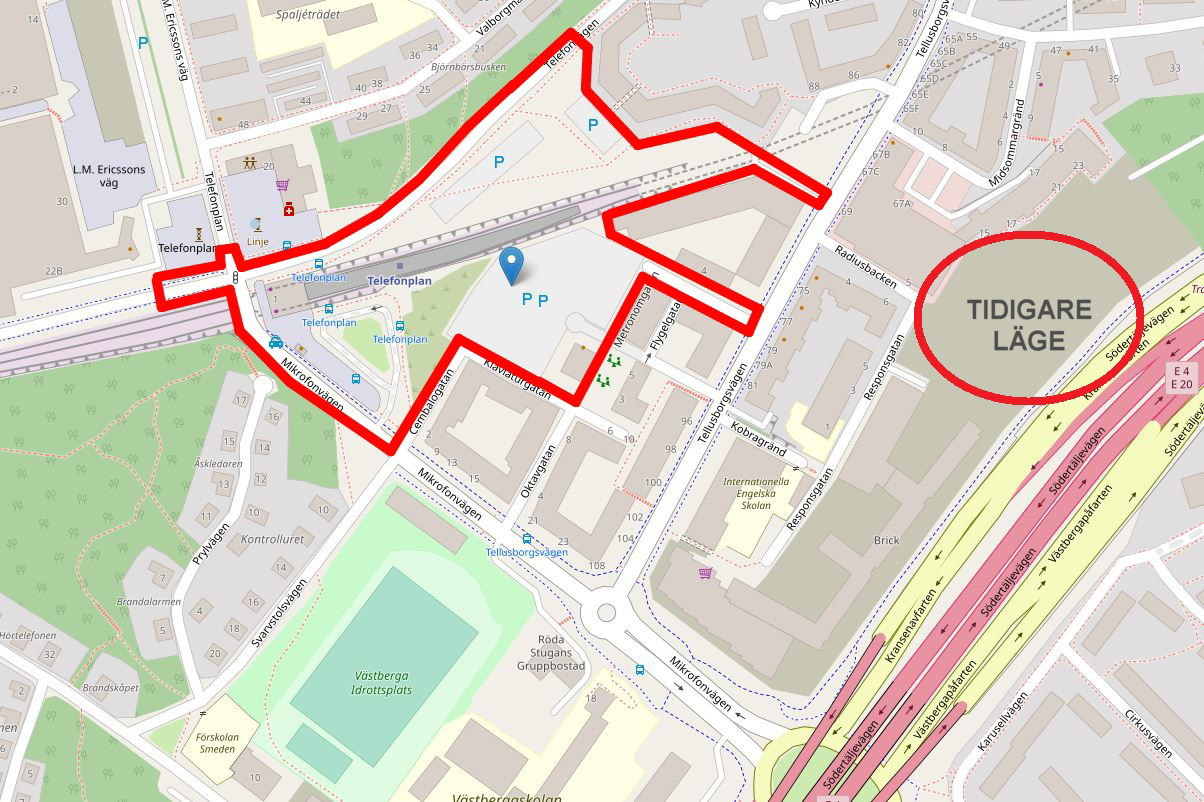
Tellus Towers, aktuellt planområde, 2019 och tidigare placering.

Tellus Towers var namnet på två planerade skyskrapor med bostäder belägna i hörnet Telefonvägen / Mikrofonvägen söder om Telefonplan i stadsdelen Västberga i Söderort inom Stockholms kommun. Skraporna planerades bli 82 respektive 62 våningar höga. Namnet härrör från det närbelägna området Tellusborg. Projektets förstadium presenterades den 26 augusti 2013 av Stockholms finansborgarråd Sten Nordin. I januari 2016 redovisades ett omarbetat förslag, som då också bytte namn från Tellus Tower till Tellus Towers. I september 2020 framkom att 
stadsbyggnadskontoret inte längre ger stöd till projektet. I stället utgår den fortsatta planeringen från en grupp av höga hus med cirka 20–30 våningar. Detaljplanen planeras gå ut på nytt samråd under fjärde kvartalet 2022.

## Tidigare förslag

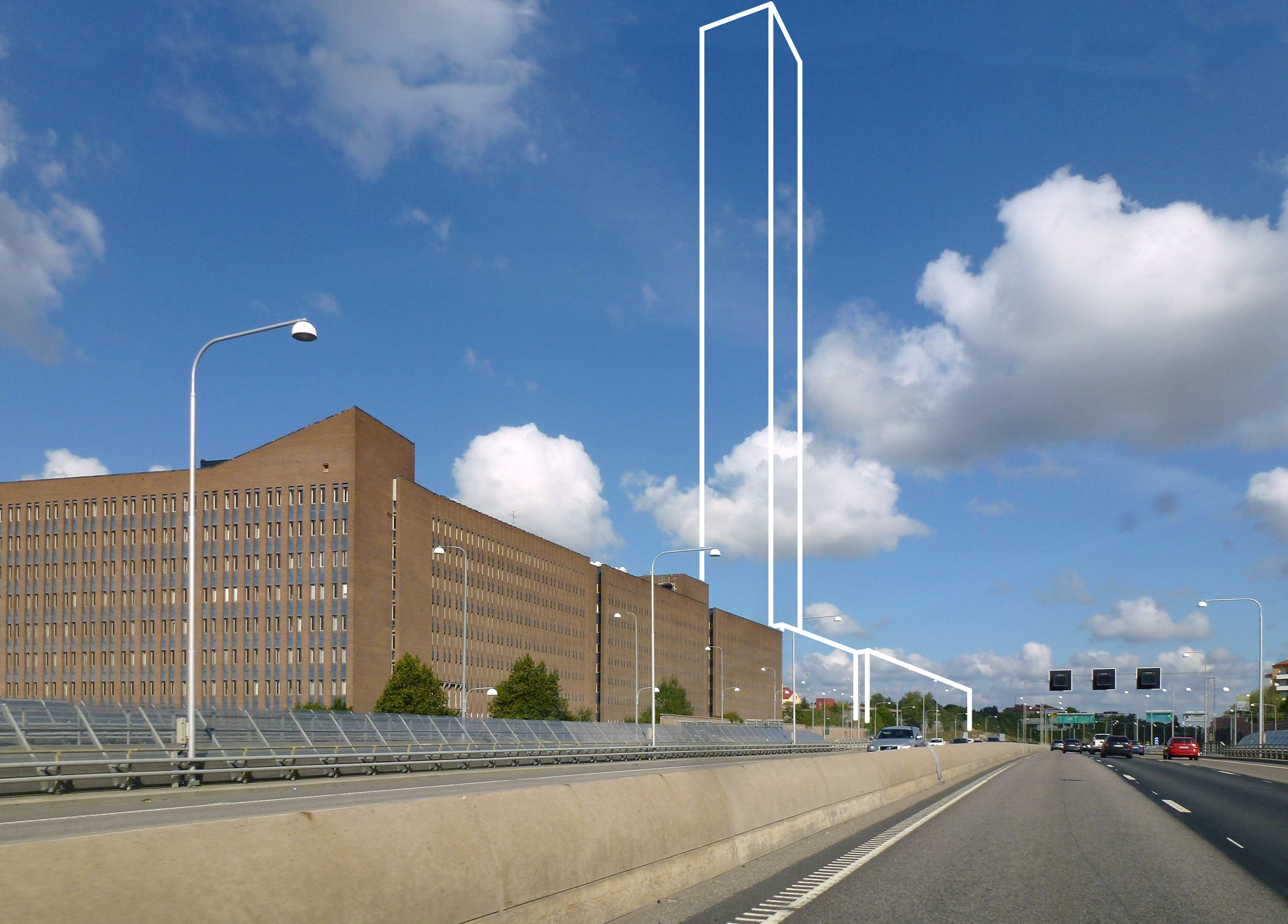
Tidigare förslag till "Tellus Tower".

Redan 2006 lanserade SSM Bygg och Fastighet AB planer på ett 70-våningshus (kallat Tell US Tower), ritat av Gert Wingårdh. Byggnaden skulle placeras bakom (norr om) före detta LM Ericsson-byggnaden vid Södertäljevägen.
Det realiserades dock inte. Länsstyrelsen konstaterade  i februari 2015 att byggnader som är högre än 45 meter riskerar att störa försvarsmaktens tekniska system, därför krävde länsstyrelsen att bygglovet skulle omprövas, annars  "åligger det Länsstyrelsen att överpröva och upphäva antagandebeslutet".
I januari 2016 presenterades ett omarbetat förslag. Även det nya förslaget ritades av Gert Wingårdh. I juli 2018 fick projektet ytterligare ett bakslag, när Länsstyrelsen nekade det underlag som SSM bygg presenterat, med motiveringen att flygtrafiken kan påverkas negativt av husen.
I januari 2019 fattade Stadsbyggnadsnämnden beslut om fortsatt planarbete för totalt 1 500 bostäder vid Telefonplan, där Tellus Towers ingår.

## Det senare projektet
Tellus Towers tvillingtorn skulle enligt ett ritningsförslag från oktober 2017 bli 243 respektive 183 meter höga (ovan mark). Under mark planerades fem våningar med lokaler, utrymmen för teknik och bilparkering. Högst upp planerades för skybar, restaurang och visitors center. Till projektet hörde dessutom ett tiotal nya bostadshus med mellan 5 och 17 våningars höjd. Även tunnelbanestationen Telefonplan skulle berörts och blivit större med nya ingångar och plats för kommersiella lokaler. Totalt planerades för närmare 1 200 bostäder, varav drygt 95 procent ettor och tvåor. Upplåtelseformen var tänkt för hyresrätt och bostadsrätt.
En detaljplan planerades kunna antas under fjärde kvartalet 2020[uppföljning saknas] och inflytt planeras till 2025. I projektet ingick även överdäckning av tunnelbanan samt butiker, restauranger, förskolor, en park, bollplan och isbana. Byggtomten består av bland annat två större markparkeringar och bussterminalen vid stationshuset. De båda höghusen skulle stå närmast Mikrofonvägen, ungefär på dagens bussterminal och vändslinga. Hela planområdet sträckte sig därifrån längs med Telefonvägen mot nordost.

## Bilder, planområdet 2019

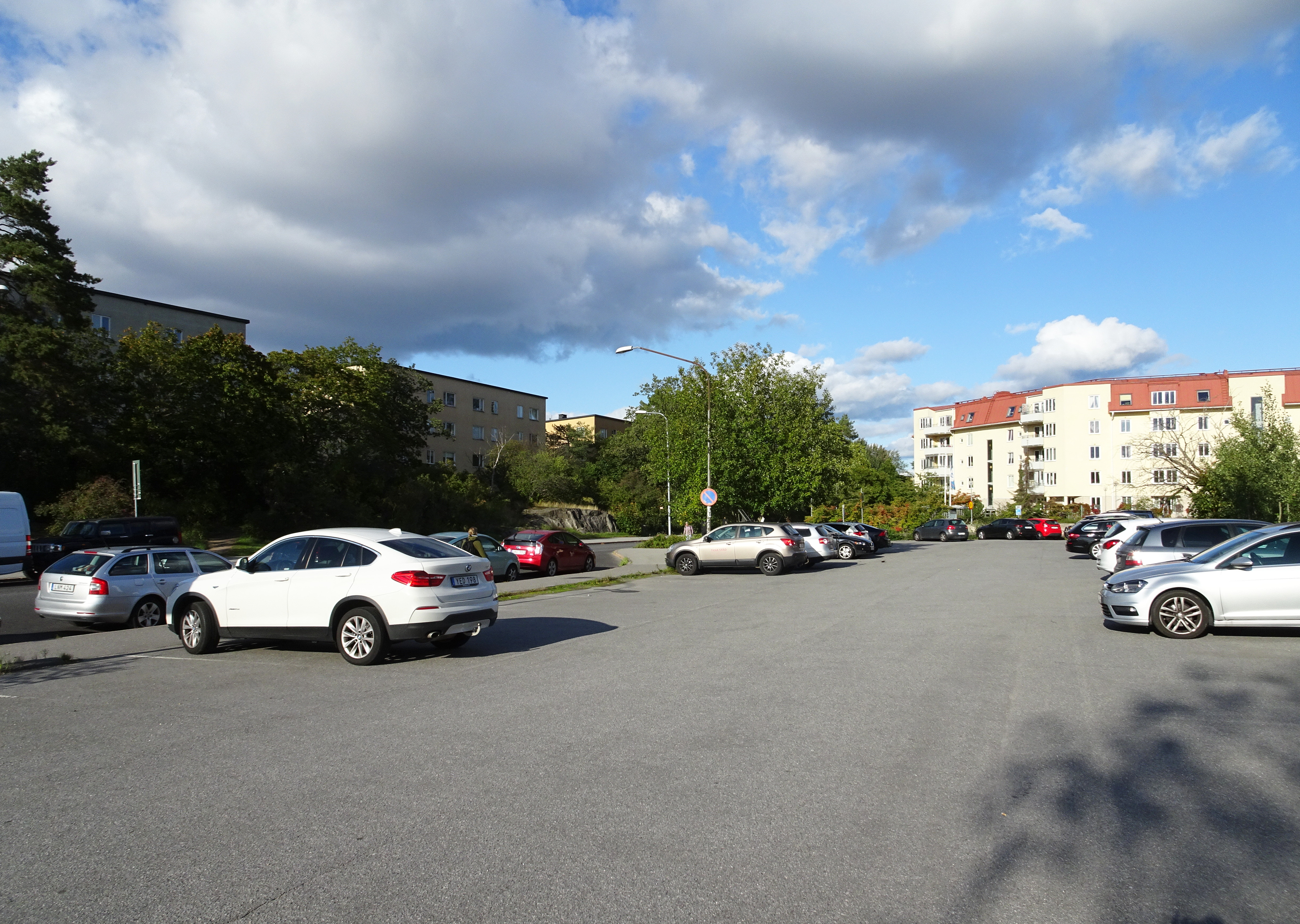
Parkering norr om tunnelbanan.
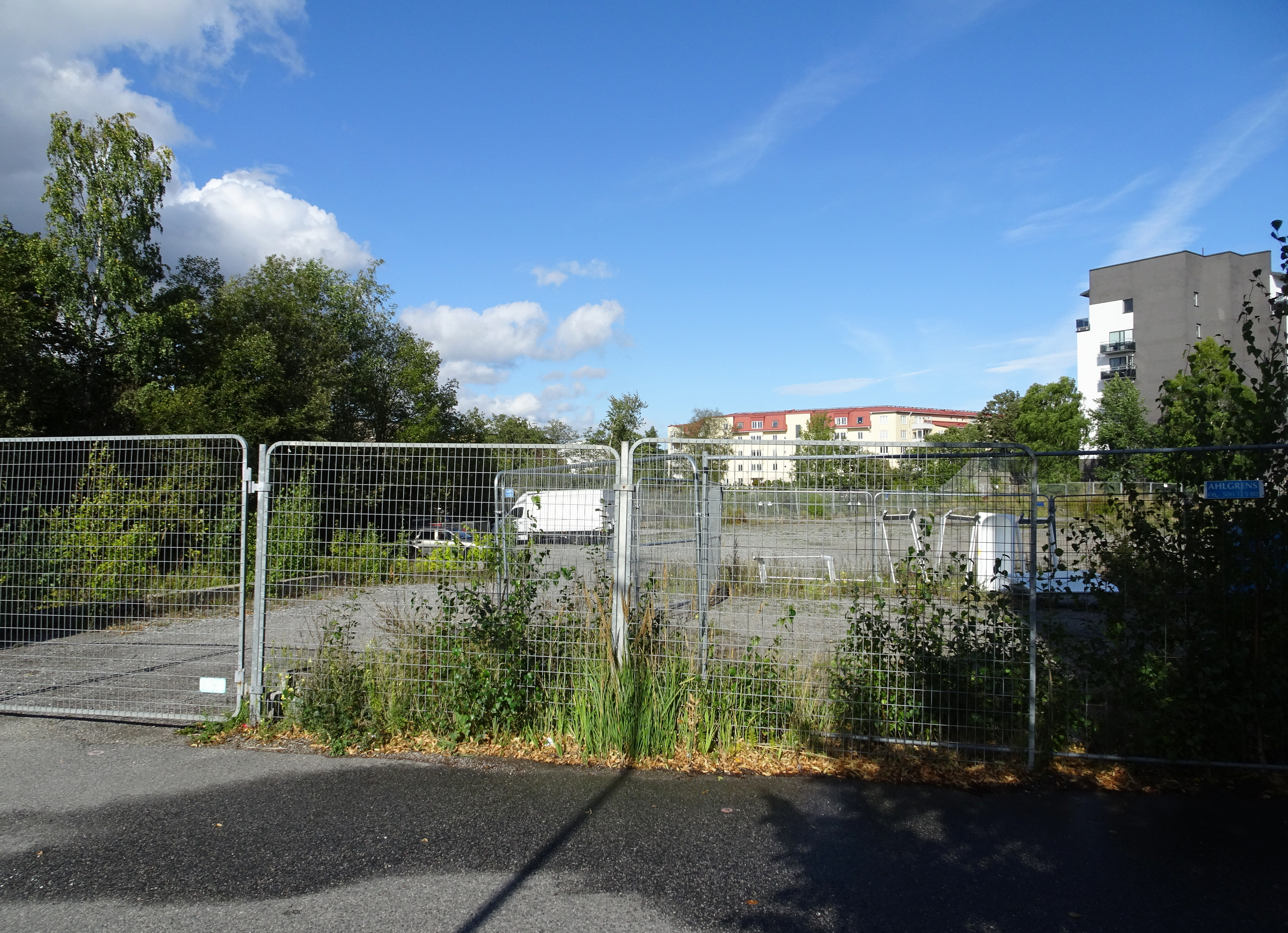
Parkering söder om tunnelbanan.
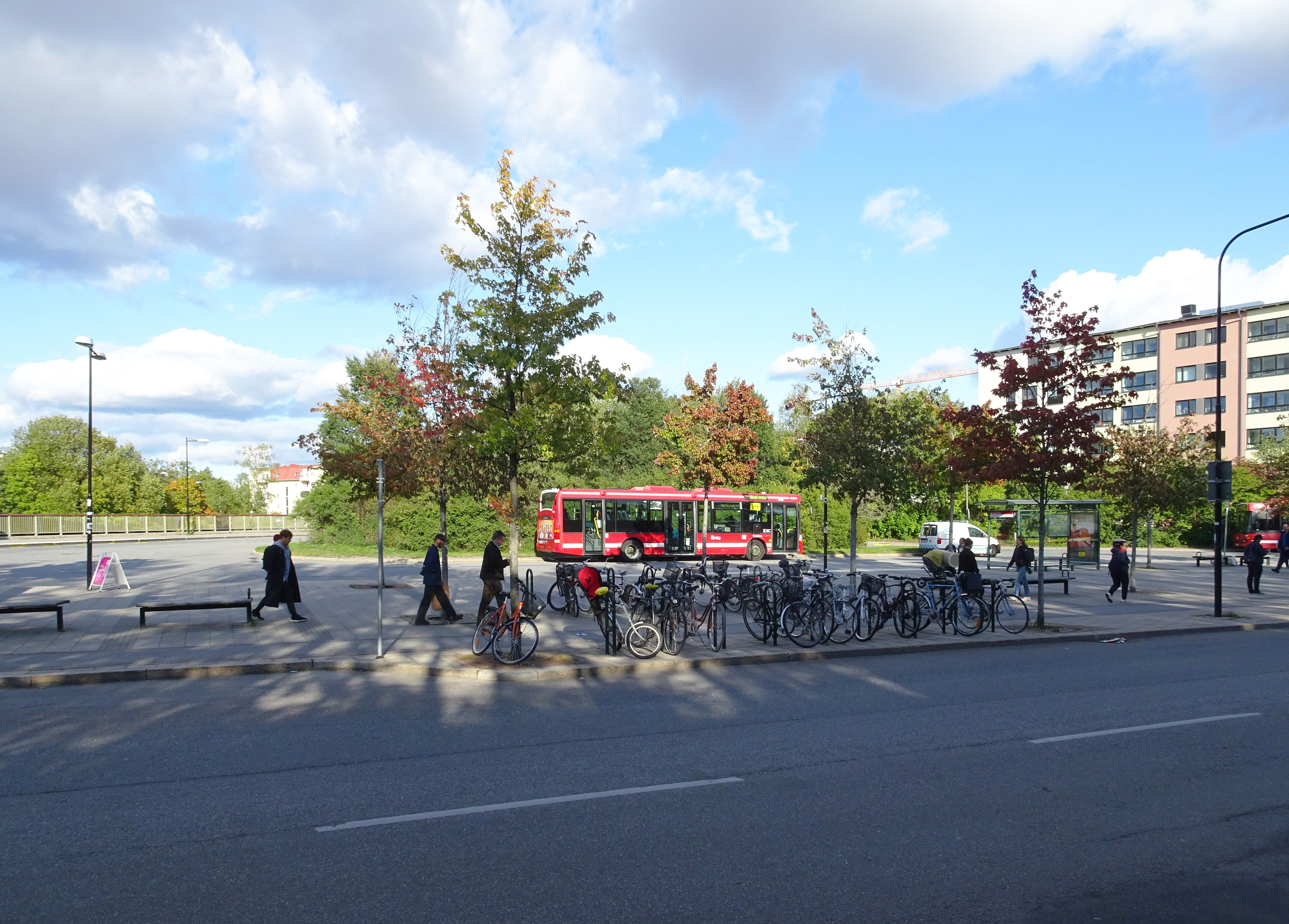
Telefonplanens bussterminal.
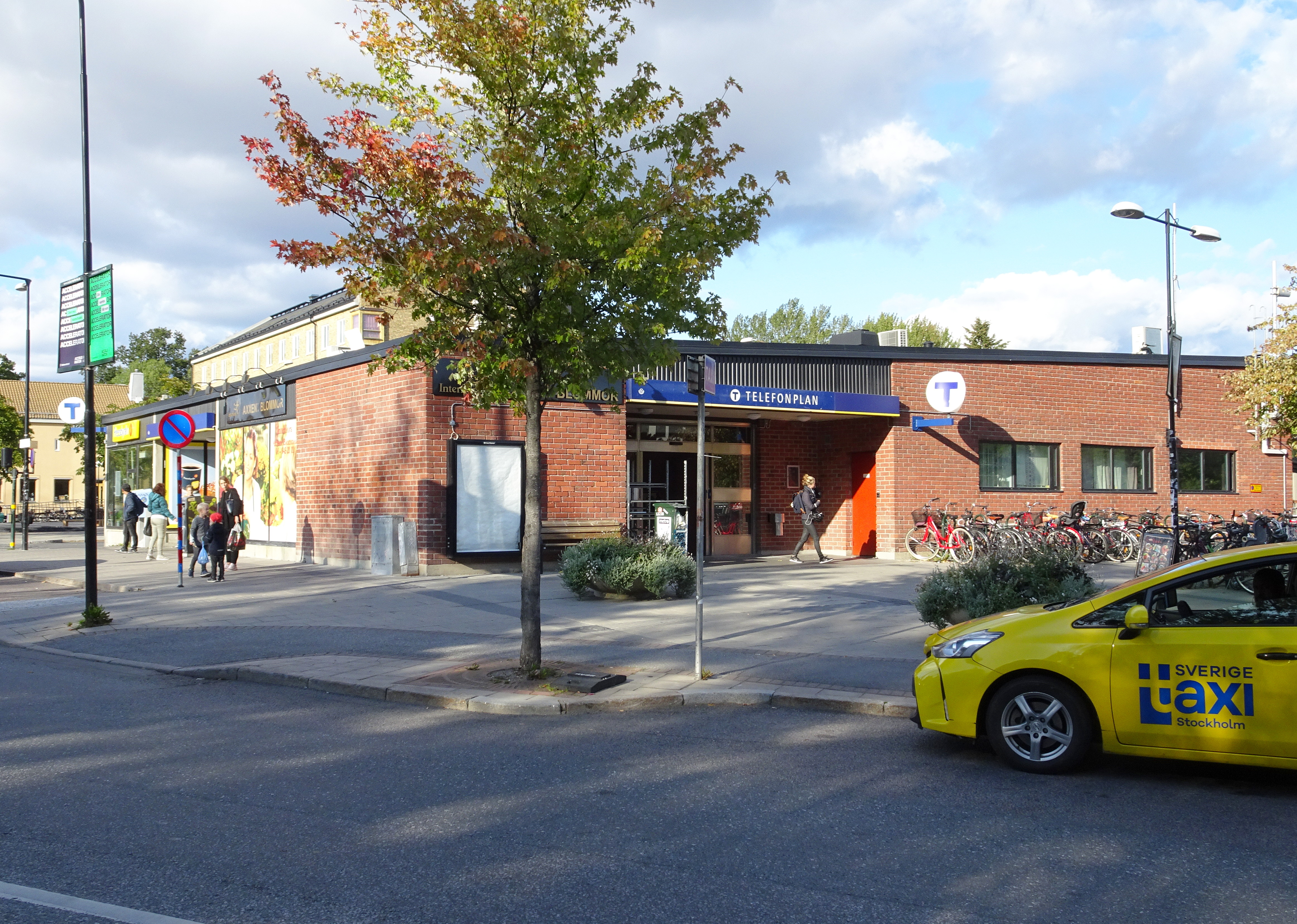
Tunnelbanestationen.